# Gimme the Love
Gimme the Love è un singolo del cantautore inglese Jake Bugg, pubblicato nel 2016 ed estratto dall'album On My One.

## Tracce
- Download digitale

1. Gimme the Love – 3:01